# Добаш індійський
Доба́ш індійський (Picumnus innominatus) — вид дятлоподібних птахів родини дятлових (Picidae). Мешкає в Гімалаях, Південній і Південно-Східній Азії. Це єдиний представник роду Добаш (Picumnus), який мешкає не в Неотропіках. Деякі дослідники відносять його до монотипового роду Vivia.

## Опис

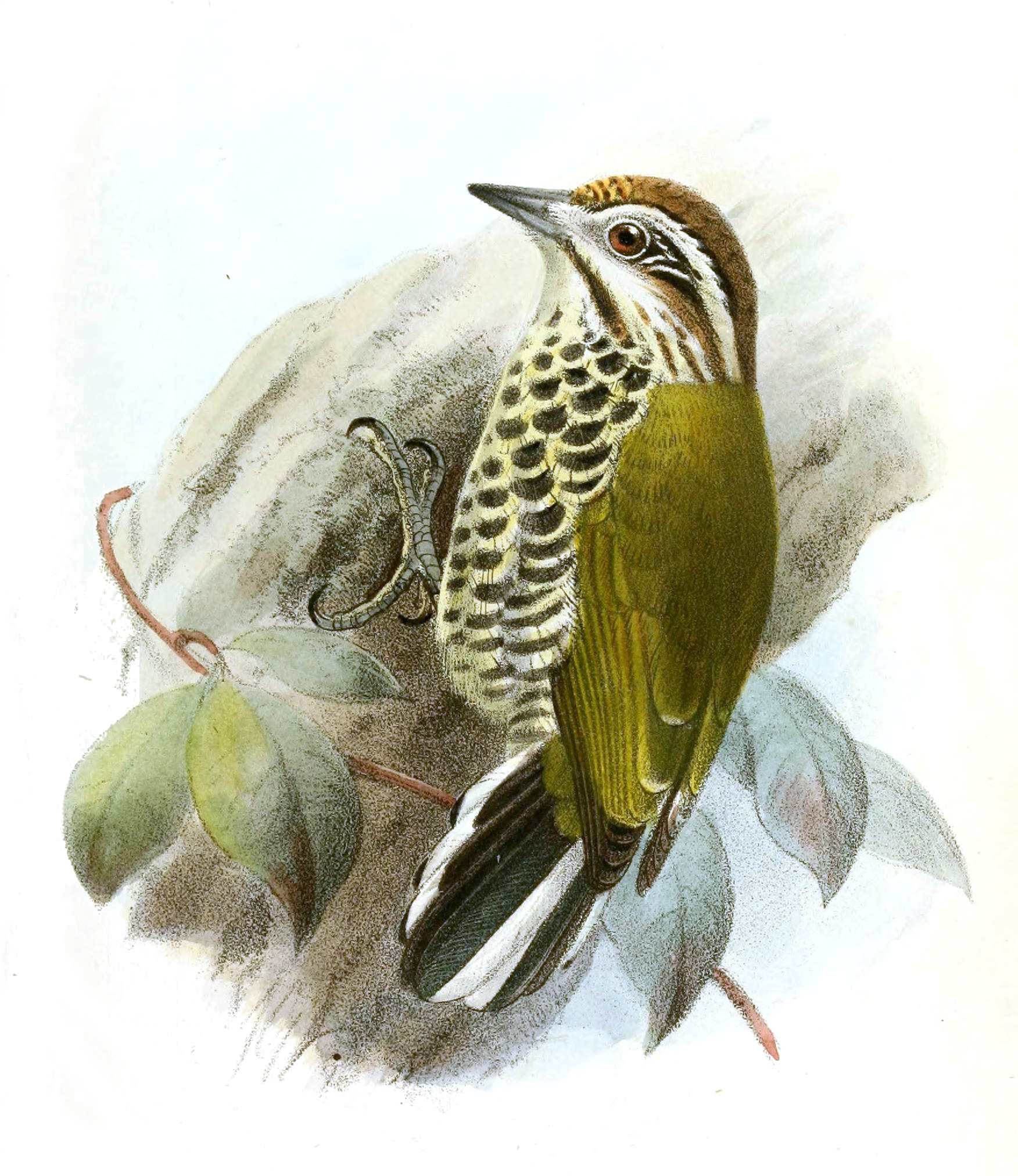
Індійський добаш

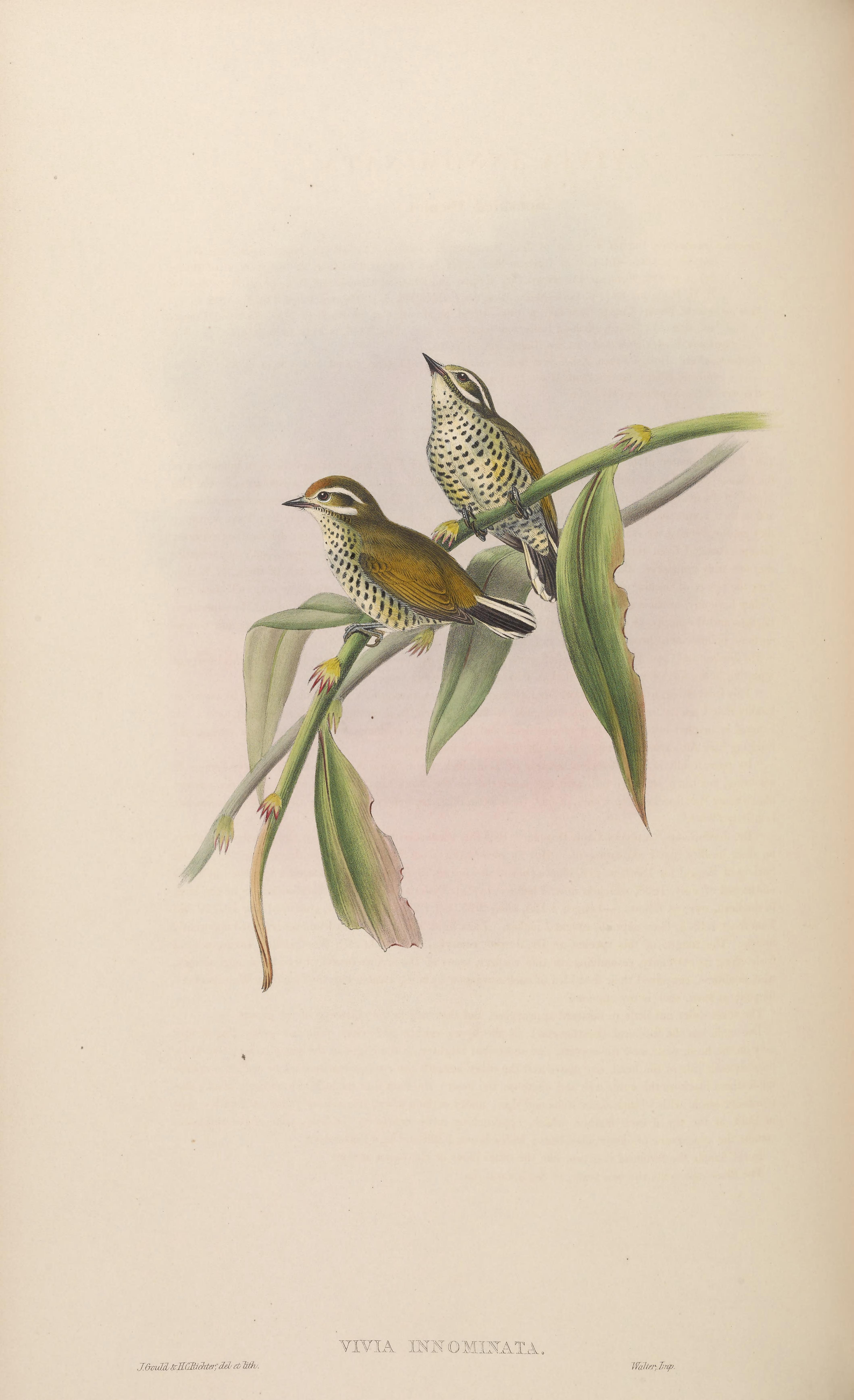
Індійські добаші

Довжина птаха становить 9-10,5 см. Верхня частина тіла оливково-зелена, нижня частина тіла білувата, поцяткована чіткими чорними плямами, на хвості білі смуги. Тім'я, скроні і щоки оливково-сірі, над очима білі "брови", під дзьобом білі "вуса". У самців передня частина тімені рудувато-охриста, поцяткована чорними плямками.

## Підвиди
Виділяють три підвиди:
- P. i. innominatus Burton, 1836 — від північно-східного Афганістану і північного Пакистану до північної Індії, Непалу і південно-східного Тибету;
- P. i. malayorum Hartert, E, 1912 — Індійський субконтинент, Північно-Східна Індія, південно-західний Китай, Індокитай, Суматра і північ Калімантану;
- P. i. chinensis (Hargitt, 1881) — центральний, південний і східний Китай (від Сичуані до Цзянсу).

## Поширення і екологія
Індійські добаші мешкають в Афганістані, Пакистані, Індії, Непалі, Бутані, Китаї, М'янмі, Бангладеш, Таїланді, В'єтнамі, Лаосі, Камбоджі, Малайзії, Індонезії і Брунеї. Вони живуть у гірських і рівнинних вологих тропічних лісах, в бамбукових заростях та у сухих тропічних лісах. Зустрічаються на висоті до 3000 м над рівнем моря, переважно на висоті до 1830 м над рівнем моря. Живляться комахами, зокрема мурахами, личинками довгоносиків і вусачів. часто приєднуються до змішаних зграй птахів. Сезон розмноження триває з січня по квітень. Індійські добаші гніздяться в дуплах, на висоті від 1 до 5 м над землею. В кладці від 2 до 4 блискучих білих яєць.